# John Cadogan
John Ivan George Cadogan (n. Pembrey, Gales en 1930), comúnmente conocido como John Cadogan, fue un científico británico especializado en química orgánica.

## Academia
Después de sus años de servicio nacional como un investigador senior en el Chemical Defence Establishment Porton Down, regresó al King's College de Londres como profesor de química. A los 32 años, él se hizo profesor de química en la University of St Andrews y, seis años más tarde, se convirtió en catedrático de química orgánica de la Universidad de Edimburgo.

## British Petroleum
En 1979, Cadogan se unió a la ex British Petroleum Company como Chief Scientist y se convirtió en su primer Director Mundial de investigación en 1981 y ocupó el puesto hasta 1992. Durante su tiempo en BP, supervisó el crecimiento en la investigación de $ 60 millones a $ 450 millones. 
Mucho antes de que el calentamiento global se perfilara, Cadogan inició un programa de $ 50 millones dedicado a temas verdes para reducir el uso de la energía enorme de BP en sus procesos de producción, incluyendo el campeonato y el presidente del sector fotovoltaico solar de BP. 
También se desempeñó como un Director de BP Chemicals International, BP Gas International, BP Venezuela; Presidente de BP Solar International, International Kaldair, BP Advanced Composites, BP Vencap; y Director Ejecutivo de BP Ventures y el centro de innovación de BP.
A lo largo de su tiempo en BP mantuvo, con el apoyo generoso de BP, un grupo independiente de investigación en el Departamento de química en la Universidad de Edimburgo. La publicación más reciente de este equipo fue en 2010. Son partes de su investigación sobre mecanismos de reacción orgánica, reacciones de corto tiempo de contacto, reactivos intermediarios (radicales libres, nitrenos y arilos), organofosforados y síntesis heterocíclica.
- Datos: Q6224716